# ويليام ليزلي
ويليام ليزلي (بالإسبانية: William Leslie)‏ (1 يناير 1890 باسكتلندا في المملكة المتحدة - 1 يناير 2000 ببوينس آيرس في المملكة المتحدة) هو لاعب كرة قدم أرجنتيني في مركز الدفاع.

## وصلات خارجية
- ويليام ليزلي على موقع قاعدة بيانات كرة القدم.إي يو (الإنجليزية)